# 민망 (연호)
민망(베트남어: Minh Mạng / 明命 명명 / 1820년 ~ 1841년 1월)은 베트남 응우옌 왕조(阮朝) 민망 황제(明命帝) 응우옌 푹 끼에우(阮福晈)의 연호이다. 

## 개원
- 자롱(嘉隆) 19년 1월 1일[1](그레고리력 1820년 2월 14일)에 연호를 민망(明命)으로 개원함.[2][3][4]

- 민망(明命) 22년 1월 20일[5](그레고리력 1841년 2월 11일)에 연호를 티에우찌(紹治)로 개원함.[6][7][4]

## 연대 대조표
| 민망 | 서기(西紀) | 간지(干支) | 청나라 연호     |
| 원년 | 1820년     | 경진(庚辰) | 가경(嘉慶) 25년 |
| 2년  | 1821년     | 신사(辛巳) | 도광(道光) 원년 |
| 3년  | 1822년     | 임오(壬午) | 도광 2년        |
| 4년  | 1823년     | 계미(癸未) | 도광 3년        |
| 5년  | 1824년     | 갑신(甲申) | 도광 4년        |
| 6년  | 1825년     | 을유(乙酉) | 도광 5년        |
| 7년  | 1826년     | 병술(丙戌) | 도광 6년        |
| 8년  | 1827년     | 정해(丁亥) | 도광 7년        |
| 9년  | 1828년     | 무자(戊子) | 도광 8년        |
| 10년 | 1829년     | 기축(己丑) | 도광 9년        |
| 민망 | 서기(西紀) | 간지(干支) | 청나라 연호     |
| 11년 | 1830년     | 경인(庚寅) | 도광(道光) 10년 |
| 12년 | 1831년     | 신묘(辛卯) | 도광 11년       |
| 13년 | 1832년     | 임진(壬辰) | 도광 12년       |
| 14년 | 1833년     | 계사(癸巳) | 도광 13년       |
| 15년 | 1834년     | 갑오(甲午) | 도광 14년       |
| 16년 | 1835년     | 을미(乙未) | 도광 15년       |
| 17년 | 1836년     | 병신(丙申) | 도광 16년       |
| 18년 | 1837년     | 정유(丁酉) | 도광 17년       |
| 19년 | 1838년     | 무술(戊戌) | 도광 18년       |
| 20년 | 1839년     | 기해(己亥) | 도광 19년       |
| 민망 | 서기(西紀) | 간지(干支) | 청나라 연호     |
| 21년 | 1840년     | 경자(庚子) | 도광(道光) 20년 |
| 22년 | 1841년     | 신축(辛丑) | 도광 21년       |

## 동시대 연호

### 중국
- 청(淸)
  - 가경(嘉慶) (1796년 ~ 1820년)
  - 도광(道光) (1821년 ~ 1850년)

- 기타 정권
  - 장병(張丙) 천운(天運) (1832년)

### 일본
- 분세이(文政) (1818년 ~ 1830년)
- 덴포(天保) (1830년 ~ 1844년)

### 란방공화국
- 난방(蘭芳) (1777년 ~ 1884년)

## 같이 보기
- 베트남의 연호